# Gieorgijewskaja (przystanek kolejowy w rejonie tośnieńskim)
Gieorgijewskaja (ros. Георгиевская) – przystanek kolejowy w miejscowości Żary, w rejonie tośnieńskim, w obwodzie leningradzkim, w Rosji. Położony jest na linii Petersburg - Moskwa.